# Sorquainville
Sorquainville is een gemeente in het Franse departement Seine-Maritime (regio Normandië). De gemeente telt 162 inwoners (1999). De plaats maakt deel uit van het arrondissement Le Havre.

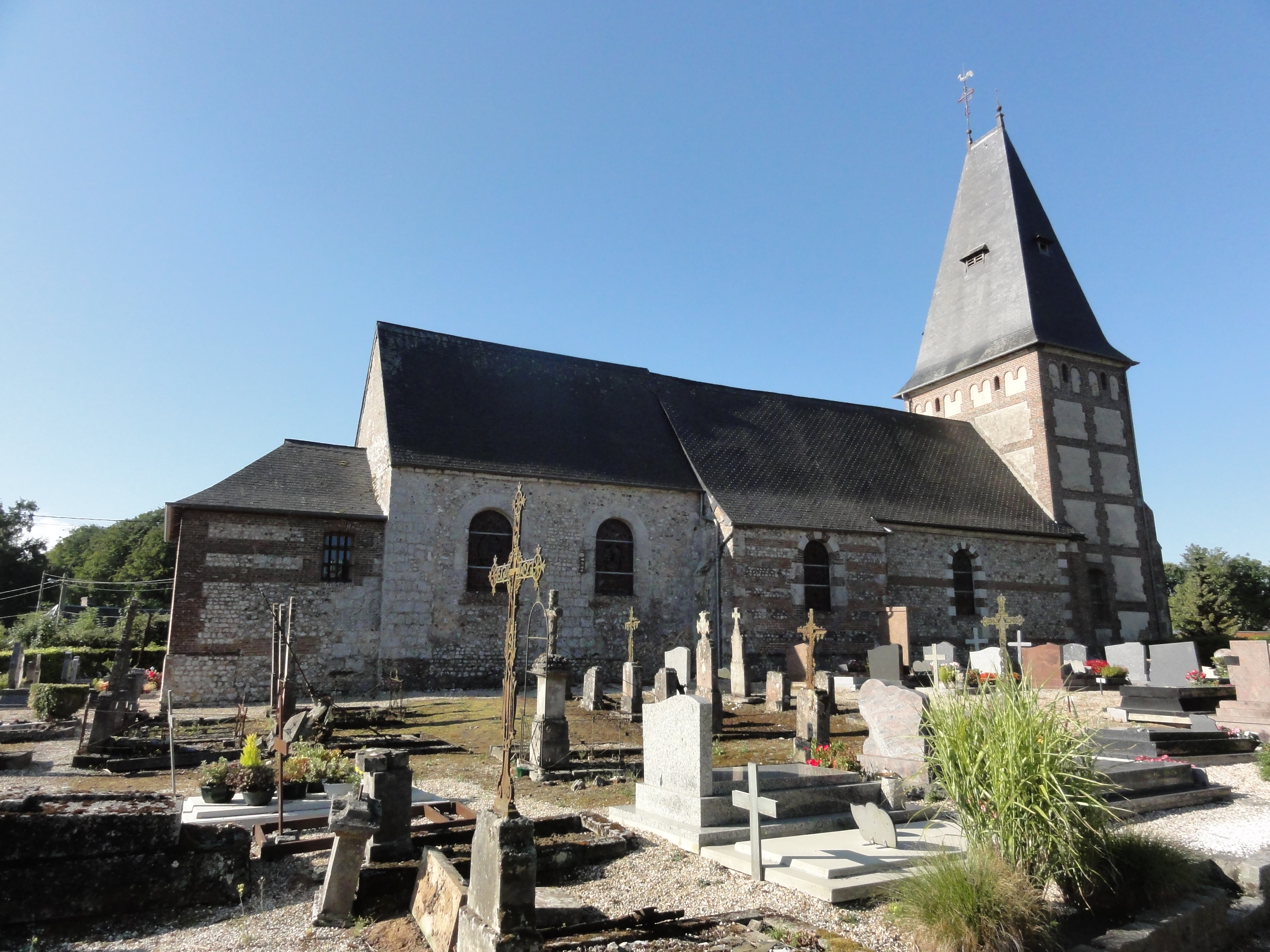
Église Saint-Martin

## Geschiedenis
Oude vermeldingen van de plaats gaan terug tot 1032-1035 als Soartichin villa, Soastichin villa en Sortichi villa. De 18de-eeuwse Cassinikaart toont hier het dorp Sorquainville.
Op het eind van het ancien régime eind 18de eeuw, toen de gemeenten werden gecreëerd, werd Sorqainville een gemeente.
In 1973 werd Sorquainville, met de gemeenten Limpiville en Thiétreville, samengevoegd met Ypreville-Biville tot fusiegemeente Saint-Michel-en-Caux. Na minder dan 6 jaar werd de fusie echter weer ongedaan gemaakt en vanaf 1979 werd Sorquainville weer een zelfstandige gemeente.

## Geografie
De oppervlakte van Sorquainville bedraagt 4,5 km², de bevolkingsdichtheid is 36,0 inwoners per km².
De onderstaande kaart toont de ligging van Sorquainville met de belangrijkste infrastructuur en aangrenzende gemeenten.

## Bezienswaardigheden
- De Église Saint-Martin
- Het Château de Sorquainville

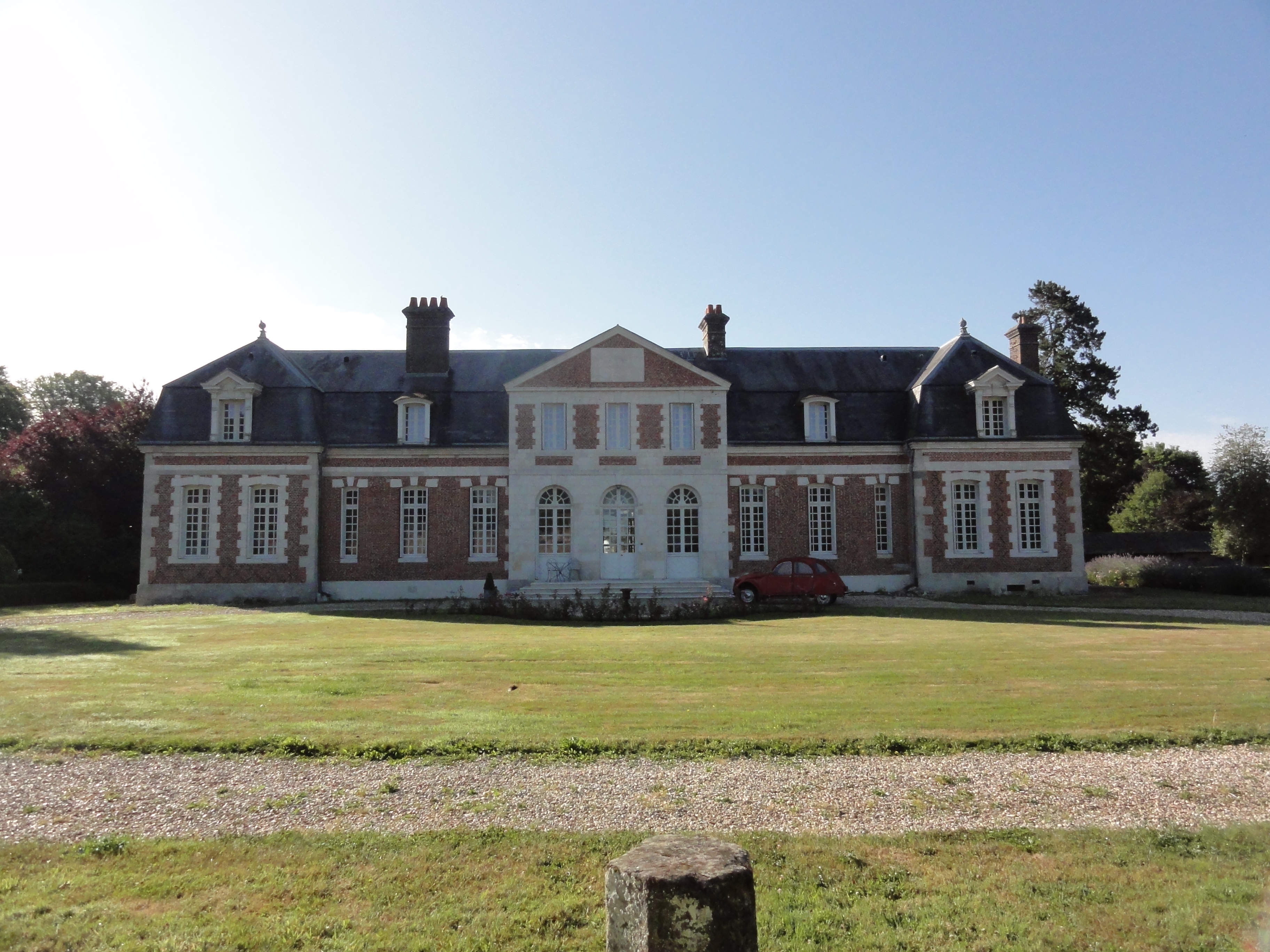
Château de Sorquainville

## Demografie
Onderstaande figuur toont het verloop van het inwonertal (bron: INSEE-tellingen).